# Jerzy Matlak
Jerzy Matlak (ur. 21 czerwca 1945 w Andrychowie) – polski trener siatkarski, 15-krotny zdobywca medali mistrzostw Polski z sześcioma klubami w latach 1973–2009, w tym pięciu tytułów mistrza Polski z ŁKS Łódź (1983) i PTPS Naftą Piła (1999–2002), 6-krotny zdobywca Pucharu Polski, selekcjoner reprezentacji Polski kobiet w latach 1984–1985 oraz od 17 stycznia 2009 do 28 czerwca 2011, brązowy medalista mistrzostw Europy (2009).

## Przebieg kariery trenerskiej
| Lata                                | Klub/Reprezentacja     | Osiągnięcie        | Trofeum        | Rok                    |
| ----------------------------------- | ---------------------- | ------------------ | -------------- | ---------------------- |
| 1972–1974                           | Polonia Świdnica       | Mistrzostwo Polski | brąz           | 1973                   |
| 1975–1981 (od 01.1975) (do 02.1981) | BKS Stal Bielsko-Biała | Puchar Polski      | złoto          | 1979                   |
| 1981–1983                           | ŁKS Łódź               | Puchar Polski      | złoto          | 1982                   |
| 1981–1983                           | ŁKS Łódź               | Mistrzostwo Polski | złoto · srebro | 1983 1982              |
| 1984–1985                           | Polska                 |                    |                |                        |
| 1985–1986                           | ŁKS Łódź               | Puchar Polski      | złoto          | 1986                   |
| 1985–1986                           | ŁKS Łódź               | Mistrzostwo Polski | srebro         | 1986                   |
| 1986–1988 (od 03.1986)              | Polonia Świdnica       |                    |                |                        |
| 1991–1993                           | ŁKS Łódź               |                    |                |                        |
| 1993–1995 (do 03.1995)              | BKS Stal Bielsko-Biała | Mistrzostwo Polski | srebro         | 1994                   |
| 1995–1997 (do 10.1997)              | Dick Black Andrychów   | Puchar Polski      | złoto          | 1997                   |
| 1995–1997 (do 10.1997)              | Dick Black Andrychów   | Mistrzostwo Polski | srebro         | 1997                   |
| 1997–1998 (od 11.1997)              | Wisła Kraków           |                    |                |                        |
| 1998–2003                           | PTPS Piła              | Mistrzostwo Polski | złoto          | 1999, 2000, 2001, 2002 |
| 1998–2003                           | PTPS Piła              | Puchar Polski      | złoto          | 2000, 2002, 2003       |
| 2003–2005                           | KPSK Stal Mielec       | Mistrzostwo Polski | brąz           | 2004                   |
| 2005–2009                           | PTPS Piła              | Mistrzostwo Polski | srebro · brąz  | 2006, 2007, 2008 2009  |
| 2005–2009                           | PTPS Piła              | Puchar Polski      | złoto          | 2008                   |
| 2005–2009                           | PTPS Piła              | Superpuchar Polski | złoto          | 2008                   |
| 2009–2011                           | Polska                 | Mistrzostwa Europy | brąz           | 2009                   |
| 2012 (do 07.12.2012)                | Atom Trefl Sopot       |                    |                |                        |

## Życiorys
Studiował na Akademii Wychowania Fizycznego we Wrocławiu. Był zawodnikiem AZS AWF Wrocław, grającego w II lidze, występował w jego barwach do 1971, był także trenerem. W 1972 został trenerem żeńskiej drużyny Polonii Świdnica i wywalczył z nią brązowy medal mistrzostw Polski w 1973 i czwarte miejsce w I lidze w 1974. Ze świdnickiego klubu odszedł przed sezonem 1974/1975. W styczniu 1975 został trenerem BKS Stali Bielsko-Biała, występującego wówczas w II lidze, a w 1976 wprowadził tę drużynę do I ligi. W kolejnych sezonach zajmował z bielskim klubem miejsca: 1976/1977 – 7 m., 1977/1978 – 5 m., 1978/1979 – 4 m., 1979/1980 – 5 m. W 1979 wywalczył także Puchar Polski. Ze swojej funkcji został zwolniony w lutym 1981, w trakcie II fazy ligi, tzw. finału B (ostatecznie zespół prowadzony przez Wiktora Kreboka zajął w tym finale drugie miejsce, a tym samym szóste miejsce w klasyfikacji końcowej). Od sezonu 1981/1982 prowadził drużynę ŁKS Łódź, zdobywając z nią kolejno wicemistrzostwo Polski w 1982 i mistrzostwo Polski w 1983. W 1981 był równocześnie asystentem Stanisława Poburki w reprezentacji Polski seniorek.
W 1984 został trenerem reprezentacji Polski seniorek. Poprowadził ją na zawodach Przyjaźń-84 (7 miejsce) oraz mistrzostwach Europy w 1985 (7 miejsce). Po mistrzostwach jego następcą na stanowisku trenera kadry został Jan Ryś. Jerzy Matlak powrócił natomiast na jeden sezon (1985/1986) do ŁKS i wywalczył z drużyną w 1986 wicemistrzostwo Polski i Puchar Polski. Pod koniec sezonu 1986/1987 podjął współpracę z Polonią Świdnica, a w sezonie 1987/1988 prowadził ten zespół w II lidze, zajmując drugie miejsce. W latach 1988–1991 pracował jako trener w Belgii.
W trakcie sezonu 1991/1992 był ponownie trenerem ŁKS Łódź i wprowadził ten zespół do I ligi. W sezonie 1992/1993 jego zespół zajął jednak w ekstraklasie ostatnie (ósme) miejsce. W sezonie 1993/1994 kolejny raz został trenerem BKS-u Stali Bielsko-Biała i wywalczył z nią wicemistrzostwo Polski. W sezonie 1994/1995 prowadził bielską drużynę do marca 1995, po I turnieju grupy finałowej. Drużyna prowadzona przez Elżbietę Ostojską wywalczyła ostatecznie wicemistrzostwo Polski.
W 1995 został trenerem drużyny Dick-Black Andrychów, z którą w 1996 awansował do I ligi, a w 1997 wywalczył wicemistrzostwo Polski. Odszedł z klubu na początku sezonu 1997/1998, w którym drużyna z Andrychowa zajęła ostatecznie drugie miejsce. W listopadzie 1997 został trenerem Wisły Kraków i zajął z nią w lidze 7-8 miejsce. Od 1998 był trenerem Nafta Piła. Z pilskim klubem wywalczył mistrzostwo Polski w 1999, 2000, 2001 i 2002 oraz Puchar Polski w 2000 i 2002, a w 2000 wprowadził go do turnieju finałowego Ligi Mistrzyń (4 miejsce). Niespodziewania został zwolniony po sezonie 2001/2002, ale ponownie powrócił na stanowisku w listopadzie 2002, zdobywając Puchar Polski w 2003 oraz piąte miejsce w lidze.
W latach 2003–2005 prowadził drużynę Stali Mielec i wywalczył z nią brązowy medal mistrzostw Polski w 2004 i siódme miejsce w lidze w 2005. Od 2005 ponownie był trenerem PTPS Piła i wywalczył ze swoim klubem wicemistrzostwo Polski w 2006, 2007 i 2008, brązowy medal mistrzostw Polski w 2009 oraz Puchar Polski w 2008.
17 stycznia 2009 został mianowany trenerem reprezentacji Polski seniorek. Razem ze swoim asystentem Piotrem Makowskim doprowadził ją do brązowego medalu mistrzostw Europy w 2009 i dziewiątego miejsca na mistrzostwach świata w 2010. Został odwołany z tej funkcji 28 czerwca 2011.
Od 1 czerwca 2012 roku do 7 grudnia 2012 był trenerem Atomu Trefla Sopot.